# Masaki Aizawa
Masaki Aizawa (相沢 正輝 Aizawa Masaki?) es un seiyū japonés nacido el 19 de enero de 1965 nacido en Hokkaidō, Japón. Está afiliado a Production baobab

## Roles interpretados
Lista de roles interpretados durante su carrera.
Los papeles principales están en negrita.

### Anime
1994
- Red Baron como Norman.

1996
- Detective Conan como Hotta Ryouji (ep. 44); Takeshi Nakazawa (ep. 265)

1997
- Ganbare Goemon como Detective Dekata.

1998
- Weiß Kreuz como Hirofumi Takatori.

1999
- One Piece como Wiper.
- The Big O como Miembro del comité.

2000
- Hajime no Ippo como Date Eiji.

2001
- Project ARMS como Padre de Carol.
- X como Shiyu Kusanagi.

2002
- Chobits como Tetsuya Omura.
- King of Bandit Jing como Ginjou (eps. 11, 12, 13)
- Naruto como Hanzaki.
- Twelve Kingdoms como Shouryuu.

2003
- L/R: Licensed by Royalty como Vincent.

2004
- Futakoi como Nobuyuki Chigusa (ep. 4)
- Pokémon: Batalla Avanzada como Aogiri (eps. 97,98)
- Ragnarok The Animation como Miguel.

2005
- The Snow Queen como Villiger (ep. 1)

2006
- Black Lagoon como Rowan (ep. 7)
- Black Lagoon: The Second Barrage como Rowan (ep. 14)
- Death Note como Anthony Rester (SPK); Masahiko Kida; Rodd Los
- Gift ~eternal rainbow~ como Soichi Amami.
- Pumpkin Scissors como Hosslow (ep. 2)

2007
- Magical Girl Lyrical Nanoha StrikerS como Zest.
- Ryūsei no Rockman Tribe como Monjirou Gori.

2009
- Hajime no Ippo: New Challenger como Date Eiji.

2013
- Pokémon como Ghechis

2014
- Hot Wheels The Anime Series como Rady

### OVA
- B't X Neo como B'T Lorezzo.
- Biohazard 4D-Executer como Claus.
- Casshan: Robot Hunter como Robot informativo.
- Gundam Evolve como Zeon Remnant MS Commander.
- Imma Youjo: The Erotic Temptress como Chaos (ep. 1)
- Master Keaton como Al Flare (ep. 15)
- Shōnan Jun'ai Gumi como Abe Hiroshi.
- Tekkaman Blade II como Goriate.
- X (OVA) como Shiyu Kusanagi.

### Películas
- Soreike! Anpanman: Happy no Daibouken como Happyjii.
- Spriggan como Agente de búsqueda en excavaciones.
- Sword of the Stranger como Yue-Shen.
- You're Under Arrest: The Movie como Detective Sugihara.

### Doblaje
- NYPD Blue como John Kelly.
- The Crocodile Hunter como Steve Irwin.